# Pauluma chloeae
Pauluma chloeae är en fjärilsart som beskrevs av Paul Thiaucourt 1985. Pauluma chloeae ingår i släktet Pauluma och familjen tandspinnare. Inga underarter finns listade i Catalogue of Life.